# Glacier du Mont-de-Lans
Glacier du Mont-de-Lans (też: Glacier de Mantel, czasem: Glacier des Deux-Alpes) – lodowiec we francuskich Alpach Zachodnich, w grupie górskiej Écrins. Leży w granicach otuliny Parku Narodowego Écrins, na pograniczu departamentów Isère i Alpy Wysokie. Granica departamentów biegnie ukosem przez lodowiec w taki sposób, że jego górna, większa część pozostaje w granicach departamentu Isère, natomiast dolne fragmenty w części północno-wschodniej - w granicach Alp Wysokich.
Jest tzw. lodowcem wiszącym: główna czapa lodowa leży na wysokości 3250–3400 m n.p.m., na stosunkowo połogim stoku, opadającym ku północy spod grani biegnącej ze wschodu na zachód od szczytu Pic de la Grave (3669 m n.p.m.) ku wierzchołkowi le Jandri (3288 m n.p.m.). Od południa lodowiec ograniczają strome zerwy, którymi wspomniany grzbiet opada ku dolinie Torrent du Diable. Ku północy masy lodu kończą się stromymi obrywami na wysokości 2900–3000 m n.p.m., od której stok zaczyna stromo opadać ku dolinie Romanche. Po stronie wschodniej lodowiec Mont-de-Lans łączy się w jeden kompleks ze znacznie większym lodowcem – Glacier de la Girose. Rozciągłość lodowca w kierunku wschód-zachód wynosi ok. 2 km, długość w osi południe-północ również ok. 2 km.
Od strony zachodniej na lodowiec Mont-de-Lans sięgają koleje linowe ośrodka narciarskiego Les Deux Alpes.